# Der kleine Mann (Kinderbuch)
Der kleine Mann ist ein Kinderbuch von Erich Kästner. Das 1963 erschienene Werk gehört mit seiner Fortsetzung Der kleine Mann und die kleine Miss (1967) zu den letzten beiden Kinderbüchern des Autors.
Kästner schrieb den Roman für seinen Sohn Thomas.

## Handlung
Der Held des Buches heißt Mäxchen Pichelsteiner. Seine Eltern kommen aus dem Dorf Pichelstein, in dem alle Einwohner maximal 51 Zentimeter groß werden. Doch Mäxchen ist mit fünf Zentimetern noch viel kleiner und wiegt nur 60 Gramm. Darum schläft er in einer Streichholzschachtel und schafft es höchstens, den zehnten Teil eines Ananastörtchens zu verzehren. Alle in Pichelstein kennen ihn als den Kleinen Mann. Gemeinsam mit dem Zauberkünstler Professor Jokus von Pokus, der ihn aufnahm, als Mäxchens Eltern vom Eiffelturm geweht wurden, den beiden Tauben Minna und Emma und dem weißen Kaninchen Alba zieht der kleine Mann mit dem Zirkus Stilke von Ort zu Ort. Der Jokus übt mit dem kleinen Mann und der Schaufensterpuppe Waldemar eine Nummer ein. Nachdem der Clown ein Riesendurcheinander veranstaltet hat, tritt der kleine Mann auf, um die Vorstellung zu retten. Der Auftritt wird zum Höhepunkt der Vorstellung und es folgen tolle Angebote: Die Illustrierte Life bietet 100.000 Dollar für Mäxchens Memoiren; die amerikanische Filmfirma Metro-Goldwyn-Mayer plant einen Film mit dem Duo; und ein Zündholzkonzern bittet um die Lizenz, seine Schachteln mit dem Schild „Der kleine Mann gibt Ihnen Feuer“ bekleben zu dürfen.
Doch dann wird Mäxchen vom Kahlen Otto und vom Puddingbernhard, der Kanaille, im Auftrag des südamerikanischen Multimillionärs Lopez entführt, und niemand weiß, wo er zu finden ist. Jokus ist traurig und verzweifelt. Nicht einmal Rosa Marzipan kann ihn damit trösten, dass der kleine Mann sich wohl selbst helfen wird. Mäxchen gelingt es in der Tat, seine beiden Entführer auszutricksen, und mit Hilfe der Polizei werden die Spitzbuben festgenommen.